# Конвой HX 90
Конвой HX 90 (англ. Convoy HX 90) — атлантичний конвой транспортних і допоміжних суден у кількості 41 одиниці, який у супроводженні союзних кораблів ескорту прямував від канадського Галіфаксу до британського порту Ліверпуль. Конвой вийшов 21 листопада 1940 року з Галіфаксу та прибув до Ліверпуля 5 грудня. В ході атак німецьких та італійських підводних човнів в період з 1 до 3 грудня 1940 року були потоплені 11 транспортних суден (73 958 тонн) та 4 судна пошкоджені (25 572 тонн).

## Історія
Конвой HX 90, що складався з 41 транспортного судна, які прибували також із Сіднея і Бермудських островів, формувався у канадському Галіфаксі. 21 листопада транспортний конвой з військовими матеріалами та важливою сировиною вийшов з Галіфаксу до Ліверпуля. Його очолював комодор конвою В. П. Аллейн на Botavon. Єдиним кораблем, що супроводжував беззахисні судна був допоміжний крейсер «Лаконія», переоснащений та озброєний колишній океанський лайнер. За розрахунками 2 грудня транспорти мали зустрінути кораблі Командування Західних підходів британського флоту.
У цей час у цій океанській зоні Атлантики перебувало ще кілька конвоїв: SC 13 знаходився на північ від HX 90, також рухався на схід, тоді як у протилежному напрямку рухався конвой OB 251. Південніше рухався з Гібралтару до берегів Великої Британії конвой HG 47.
Усім союзним конвоям протистояла «вовча зграя» з восьми німецьких підводних човнів, яких підсилювали три італійські підводні човни, що діяли разом з німцями в Атлантичному океані. Вони розгорнулися у лінію на краю Західних підходів, сподіваючись перехопити беззахисні транспортні судна, що прямують на схід, до того, як вони зустрінуть свої ескортні сили.
1 грудня 1940 року, приблизно в 500 морських милях (926 км) на південь від Ісландії, HX 90 був помічений U-101, який повідомив про своє положення. Командир човна капітан-лейтенант Ернст Мергерзен отримав наказ йти назирці та звітувати. Протягом дня від конвою OB 251 прибув перший ескортний корабель Західних підходів, есмінець Королівського флоту «Віконт».
Того вечора Менгерсен вже не зміг втриматися проти такої бажаної цілі та самостійно влаштував атаку. U-101 вистрілив усі дванадцять своїх торпед, стверджуючи, що чотири кораблі затонули і два пошкоджені; фактично він за ніч потопив три судна — «Апалачі», «Кавак» і «Леді Глейнелі» — і пошкодив ще одне «Лох-Ранза».
Лише після опівночі 2 грудня до атакуючої групи приєднався U-47 Гюнтера Пріна. Він з ходу атакував конвой і затопив одне бельгійське судно «Віле Д'Арло», яке відстало від основної колони, і пошкодив «Конч». Прін вогнем палубної гармати атакував третє судно, «Данслі», але його відігнав корабель ескорту.
Трохи пізніше до «вовчої зграї» приєднався U-95, який торпедною атакою вразив пошкоджений «Конч», але він залишився на плаву. U-99 під командуванням Отто Кречмера, рушив до місця сутички, намагаючись приєднатися до атаки, але наразився на озброєний допоміжний крейсер «Форфар», який також прямував від конвою OB 251 для супроводу транспортів. Кречмер п'ятьма торпедами уразив «Форфар», корабель затонув, загинуло 172 члени екіпажу, вцілів лише 21 чоловік.
U-43 також поспішав атакувати конвой, але вийшов на OB 251, і успішно потопив два судна. Італійський підводний човен «Арго», у цей час атакував судна конвою HG 43, отже пропустив HX 90, але виявив SC 13, атакував його і потопив канадський ескадрений міноносець типу «Рівер» «Сагне».
На світанку 2 грудня до зграї приєднався U-52, який потопив два судна «Тассо» і «Гудлі». У цей час до конвою прибули два ескортні кораблі: британські шлюп «Фолкстоун» і корвет «Дженшен», які також перейшли від конвою OB 251. Їм допомагав есмінець Королівських ВМС Канади «Сен-Лорен», котрий прибув на посилення HX 90. «Віконт» і «Сен-Лорен» за допомогою апаратури ASDIC протягом чотирьох годин виявили численні контакти й провели тринадцять атак глибинними бомбами. Жоден підводний човен не постраждав, але всі залишались у підводному становищі та не реагували, дозволивши HX 90 вирватися з-під атаки.
Пізніше того ж вечора на конвой вийшов U-94, який у ніч з 2 на 3 грудня напав на нього та потопив два судна — «Стерлінгшир» та «Вільгельміна». Також тієї ночі U-99 знайшов і потопив «Вікторію-Сіті», яка відстала від головних сил конвою (хоча інші джерела стверджують, що її потопив U-140), та пошкоджений «Конч».
Подальших атак підводними човнами на HX 90 не проводилося, хоча 3 грудня «В. Гендрік» потопила німецька авіація. 5 грудня до конвою вийшов місцевий ескорт і супроводив судна до Ліверпуля пізніше того ж дня.

## Кораблі та судна конвою HX 90[1]

### Транспортні судна
Позначення
| Назва                   | Прапор          | Тоннаж (GRT) | Прим. |
| ----------------------- | --------------- | ------------ | --- |
| Alhama (1938)           | Велика Британія | 1 352        | |
| Appalachee (1930)       | Велика Британія | 8 826        | потоплено U-101                                                                                            |
| Appledore (1929)        | Велика Британія | 5 218        | |
| Arosa (1924)            | Норвегія        | 5 043        | повернулося назад                                                                                          |
| Botavon (1912)          | Велика Британія | 5 848        | |
| British Prince (1935)   | Велика Британія | 4 879        | повернулося назад                                                                                          |
| Conch (1931)            | Велика Британія | 8 376        | танкер з 11 214 тоннами флотського палива; пошкоджений торпедами U-47, потім U-95, нарешті затоплений U-99 |
| Corbis (1931)           | Велика Британія | 8 132        | |
| Dunsley (1929)          | Велика Британія | 3 862        | прибув до порту, пошкоджений артилерійським обстрілом U-47                                                 |
| Empire Kite (1922)      | Велика Британія | 7 965        | |
| Empire Puma (1920)      | Велика Британія | 7 777        | |
| Goodleigh (1938)        | Велика Британія | 5 448        | потоплено U-52                                                                                             |
| Grangepark (1919)       | Велика Британія | 5 132        | |
| Hannington Court (1939) | Велика Британія | 5 449        | |
| Harpefjell (1939)       | Норвегія        | 1 333        | |
| Inger (1930)            | Норвегія        | 1 409        | |
| Jersey (1936)           | Велика Британія | 4 986        | |
| Kavak (1929)            | Велика Британія | 2 782        | потоплено U-101                                                                                            |
| Lady Glanely (1938)     | Велика Британія | 5 497        | потоплено U-101                                                                                            |
| Loch Ranza (1934)       | Велика Британія | 4 958        | прибув до порту, пошкоджений торпедою U-101                                                                |
| Magician (1925)         | Велика Британія | 5 105        | |
| Modavia (1927)          | Велика Британія | 4 858        | |
| Neuralia (1912)         | Велика Британія | 9 182        | |
| Penrose (1928)          | Велика Британія | 4 393        | |
| Quebec City (1927)      | Велика Британія | 4 745        | |
| Rajahstan (1929)        | Велика Британія | 6 391        | притягнуте в порт буксиром через зазнані у сувору погоду пошкодження                                       |
| Rookley (1940)          | Велика Британія | 4 998        | |
| Ruahine (1909)          | Велика Британія | 10 832       | |
| San Alvaro (1935)       | Велика Британія | 7 385        | |
| Solarium (1936)         | Велика Британія | 6 239        | |
| Stad Amsterdam (1920)   | Нідерланди      | 3 780        | повернулося                                                                                                |
| Stad Maasluis (1918)    | Нідерланди      | 6 541        | повернулося                                                                                                |
| Stirlingshire (1928)    | Велика Британія | 6 022        | потоплено U-94                                                                                             |
| Tai Yin (1929)          | Норвегія        | 7 077        | повернулося назад                                                                                          |
| Tasso (1938)            | Велика Британія | 1 586        | потоплено U-52                                                                                             |
| Ulysses (1918)          | Нідерланди      | 2 666        | повернулося                                                                                                |
| Victoria City (1929)    | Велика Британія | 4 739        | потоплено U-140                                                                                            |
| Ville D'arlon (1920)    | Бельгія         | 7 555        | потоплено торпедою G7e U-47                                                                                |
| W Hendrik (1929)        | Велика Британія | 4 360        | потоплено німецькою авіацією                                                                               |
| Wilhelmina (1909)       | Нідерланди      | 6 725        | потоплено торпедою U-94                                                                                    |

### Кораблі ескорту
| Назва        | Прапор                                  | Тип корабля                                        | Прим.                    |
| ------------ | --------------------------------------- | -------------------------------------------------- | ------------------------ |
| «Ассінібойн» | Військово-морські сили Канади           | лідер ескадрених міноносців типу «C»               | 21-22 листопада          |
| «Ванквішер»  | Військово-морські сили Великої Британії | ескадрений міноносець «Адміралті» типу «V»         | 2-5 грудня               |
| «Віконт»     | Військово-морські сили Великої Британії | ескадрений міноносець «Торнікрофт» типу «V» та «W» | 1-5 грудня               |
| «Віндфлавер» | Військово-морські сили Канади           | корвет типу «Флавер»                               | 21 листопада             |
| «Дженшен»    | Військово-морські сили Великої Британії | корвет типу «Флавер»                               | 2-5 грудня               |
| «Лаконія»    | Військово-морські сили Великої Британії | океанський лайнер/допоміжний крейсер               | 21 листопада — 2 грудня  |
| «Фолкстоун»  | Військово-морські сили Великої Британії | шлюп типу «Гастінгс»                               | 2-5 грудня               |
| «Форфар»     | Військово-морські сили Великої Британії | океанський лайнер/допоміжний крейсер               | 2 грудня затоплений U-99 |

## Підводні човни Крігсмаріне та італійських Королівських ВМС, що брали участь в атаці на конвой[2]
| Назва                  | Тип     | Командир                              | Результати атаки                                                                                              | Прим. |
| ---------------------- | ------- | ------------------------------------- | --- | --- |
| U-43                   | IXA     | оберлейтенант-цур-зее Вольфганг Лют   | | Атакував конвой OB 251, в якому потопив Pacific President та Victor Ross                                                                                              |
| U-47                   | VIIB    | капітан-лейтенант Гюнтер Прін         | 2 грудня потопив Ville d'Arlon, пошкодив Conch (пізніше знову пошкоджений U-95 та затоплений U-99) та Dunsley | |
| U-52                   | VIIB    | капітан-лейтенант Отто Зальман        | 2 грудня потопив Tasso та Goodleigh                                                                           | |
| U-94                   | VIIC    | капітан-лейтенант Герберт Куппіш      | 2 грудня потопив Stirlingshire та Wilhelmina                                                                  | |
| U-95                   | VIIC    | капітан-лейтенант Герд Шрайбер        | 2 грудня пошкодив Conch                                                                                       | |
| U-99                   | VIIB    | капітан-лейтенант Отто Кречмер        | 2 грудня потопив «Форфар»; 3 грудня — добив Conch                                                             | |
| U-101                  | VIIB    | капітан-лейтенант Ернст Менгерзен     | 1 грудня потопив Appalachee та пошкодив Loch Ranza; 2 грудня — потопив Kavak і Lady Glanely                   | |
| U-140                  | IID     | оберлейтенант-цур-зее Ганс-Петер Гінш | 3 грудня потопив Victoria City                                                                                | |
| «Арго»                 | «Арго»  | лейтенант Альберто Крепас             | | 1 грудня торпедував канадський ескадрений міноносець типу «Рівер» «Сагне» під час супроводження конвою HG 47. 5 грудня потопив британський Silverpine з конвою OB 252 |
| «Реджінальдо Джуліані» | «Люцці» | капітан корвета Рінато д'Елія         | | не атакував конвой |
| «Капітано Тарантіні»   | «Люцці» | капітан корвета Альфредо Яскі         | | не атакував конвой |